# Distretto di Marcavelica
Il distretto di Marcavelica è uno degli otto distretti della provincia di Sullana, in Perù. Si trova nella regione di Piura e si estende su una superficie di 1.687,98 chilometri quadrati.

Istituito il 25 marzo 1952, ha per capitale la città di Marcavelica; nel censimento 2005 si contava una popolazione di 25.391 unità.